# Ànec becpintat de l'Índia
L'ànec becpintat (Anas poecilorhyncha) és una espècie d'ocell de la família dels anàtids (Anatidae) que habita aiguamolls, rius i llacs del subcontinent indi, Tibet, Sri Lanka, Myanmar, Laos i nord del Vietnam. Era considerat coespecífic d'Anas zonorhyncha.